# آلف فیلدز
آلف فیلدز (انگلیسی: Alf Fields؛ ۱۵ نوامبر ۱۹۱۸ – ۱۴ نوامبر ۲۰۱۱) فوتبالیست اهل بریتانیا بود.
از باشگاه‌هایی که در آن بازی کرده‌است می‌توان به باشگاه فوتبال آرسنال اشاره کرد.